# Strachocin (województwo zachodniopomorskie)
Strachocin (niem. Zartzig) – wieś w Polsce położona w województwie zachodniopomorskim, w powiecie stargardzkim, w gminie Stargard.
Miejscowość leży nad rzeką Krąpiel.
W latach 1975–1998 miejscowość położona była w województwie szczecińskim.
Pierwsze wzmianki o wsi pochodzą z 1229, kiedy to była w posiadaniu joannitów, ale wykopy archeologiczne świadczą o wcześniejszym osadnictwie już w VI wieku. Bardzo zniszczona podczas II wojny światowej. Tereny Strachocina są bezleśne o charakterze rolniczym.
Do Strachocina można dojechać linią MPK Stargard nr 33.
Znajduje się tam również 60-letnia szkoła podstawowa.

## Warto zobaczyć
- Granitowy kościół z XIII wieku[4], odbudowany w latach 1994–2004 z ruin. W kościele na trzy uskokowym portalu 2 gmerki: szachownica i krzyż joannicki[5].
- Rzeka Krąpiel ma w tym miejscu charakter górski, na okolicznych bagnach liczne gatunki ptactwa.